# Alfons Paschilke
Alfons Paschilke (ur. 14 maja 1919 w Brusach, zm. 14 stycznia 1996) – polski rzeźbiarz ludowy związany z Kociewiem, jeden z najwybitniejszych twórców ludowych tego regionu. 

## Życiorys
Mimo że urodził się wielodzietnej rodzinie na Kaszubach, to całe dorosłe życie spędził na Kociewiu. Jako dziecko rzeźbił głównie w glinie, a potem kształtował szkło. W 1967 przeszedł na rentę inwalidzką. Od 1978 zajął się rzeźbiarstwem w drewnie (przede wszystkim olcha i osika, rzadziej, w detalach kalina, buk, orzech, wierzba, czarny dąb lub mahoń, nie używał lipy), inspiracje czerpiąc z bezpośrednio otaczającego go świata, a także z przeczytanych książek. Tworzył sceny rodzajowe, rzeźby wyobrażające zajęcia gospodarskie, cykle ukazujące ludzi przy pracy, najczęściej skupiając się na historii i tradycji Kociewia. Nie stronił od tematyki religijnej. Wyrzeźbił m.in. "Golgotę" oraz pentaptyk wzorowany na nastawie ołtarzowej Wita Stwosza z kościoła mariackiego w Krakowie. Było to jego opus vitae, które nabyło muzeum w Norymberdze, mieście rodzinnym Stwosza. Rzeźbił też obudowy zegarów, czy drzwiczki kredensu stanowiące miniaturową kopię wrót wejściowych Ratusza Głównego Miasta w Gdańsku.
Od 1984 był członkiem Stowarzyszenia Twórców Ludowych. Zmarł na udar mózgu. Mieszkał w Smętowie Granicznym.
Twórca wykorzystywał naturalne wartości kształtowanego materiału drzewnego: fakturę i barwę danego gatunku. Prace pokrywał w niektórych przypadkach olejem lnianym. Większość jego dzieł to płaskorzeźby, choć nie stronił od rzeźb pełnych. Kompozycja jego rzeźb jest z zasady spokojna, mocno symetryczna, z uwydatnieniem porządku rytmicznego. Świątki charakteryzują się spokojnym układem, zastygłą pozą. Ich głowy są zwykle nieco przeskalowane. Sierść zwierząt oddawał gęstym i drobnym rowkowaniem.
Jego rzeźby pozostają w kolekcjach prywatnych w Polsce i za granicą. Kilka postaci zdobi ołtarze boczne kościoła Ciała i Krwi Pańskiej w Smętowie Granicznym.
Jego synem jest Zygmunt Paschilke, również rzeźbiarz, twórca prywatnego muzeum w dawnym dworcu na przystanku kolejowym Osieczna.